# Broussy-le-Grand

Broussy-le-Grand este o comună în departamentul Marne, Franța. În 2009 avea o populație de 304 de locuitori.